# Yasser Elshantaf
1. تحويل ياسر الشنتف

هذه صفحة لأحد أسماء الشخصية المذكورة أعلاه أو ألقابها أو لكنية من كُناها، وهي تحوَّل آلياً من يبحث عنها إلى صفحة Yasser Elshantaf.